# PHF1
PHF1‏ (PHD finger protein 1) هوَ بروتين يُشَفر بواسطة جين PHF1 في الإنسان.